# Konzervatív Párt (Dél-afrikai Köztársaság)
A Dél-afrikai Konzervatív Párt (afrikaans nyelven: Konserwatiewe Party van Suid-Afrika) egy szélsőjobboldali politikai párt volt, amely az apartheid utolsó évtizedében, a szegregációs politikának a Nemzeti Párt által kezdeményezett liberalizációja kezdetén a rendszer számos aspektusát igyekezett megőrizni, és a kisebbségi uralom utolsó hét évében a csak fehérekből álló Népgyűlésben a hivatalos ellenzéket alkotta. Az apartheid megszűnése után gyorsan hanyatlott, majd 2004-ben egyesült a Szabadság Fronttal.

## Választási eredményei
| Év   | Szavazatok | %     | Mandátumok | Helyezés | Státusz  |
| ---- | ---------- | ----- | ---------- | -------- | -------- |
| 1987 | 574 502    | 26,6% | 22 / 166   | 2/5      | Ellenzék |
| 1989 | 680 131    | 31,5% | 39 / 166   | 2/4      | Ellenzék |

## Fordítás
Ez a szócikk részben vagy egészben  a   Conservative Party (South Africa) című angol Wikipédia-szócikk ezen változatának fordításán alapul.  Az eredeti cikk szerkesztőit annak laptörténete sorolja fel. Ez a jelzés csupán a megfogalmazás eredetét és a szerzői jogokat jelzi, nem szolgál a cikkben szereplő információk forrásmegjelöléseként.